# Giovanni Battista Ceirano

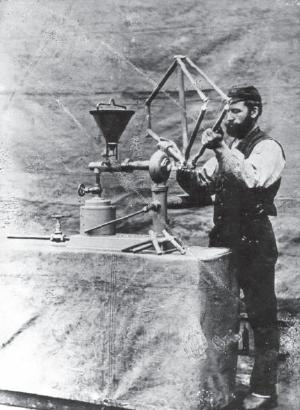
Giovanni Battista Ceirano (1898)

Welleyes Fahrrad-Werbung

Giovanni Battista Ceirano (* 1860 in Cuneo; † 1912 in Bordighera) war ein italienischer Pionier in der Automobilherstellung und Gründer verschiedener einheimischer Automobilfirmen.

## Leben
Giovanni Battista war der älteste Sohn der Familie Ceirano und hatte weitere drei Brüder namens Giovanni, Matteo und Ernesto. Er gründete 1886 mit einem Startkapital von 6.000 Lire mit Attilio Calligaris, Pietro Fenoglio, Emanuele di Bricherasio und Cesare Goria Gatti ein Fahrradgeschäft und produzierte dort später selbst zunächst Fahrräder unter dem – aus verkaufsfördernden Gründen englisch klingenden – Markennamen Welleyes. Auch der junge technikbegeisterte Vincenzo Lancia besuchte oft die kleine Werkstatt und sammelte hier erste Kenntnisse und Fertigkeiten als Mechaniker.
Am 18. Mai 1895 nahm Ceirano auf einem deutschen Hildebrand-&-Wolfmüller-Motorrad am Esperimento di corsa di veicoli automotori von Turin nach Asti und zurück teil. Dieses Rennen gilt als erstes italienisches Automobilrennen überhaupt. Hinter Simone Federmann, der auf einem Daimler-Automobil mit einer Durchschnittsgeschwindigkeit von 15,5 km/h gewann, belegte Ceirano Rang zwei. Dritter wurde der Erfinder der Maschine selbst, Alois Wolfmüller aus Landsberg am Lech. Von den fünf angetretenen Startern erreichten nur diese drei das Ziel. Nur wenige Wochen später mussten sowohl Ceirano als auch Wolfmüller beim Rennen Paris–Bordeaux–Paris etwa in der Mitte des Rennens aufgaben.
Im Oktober 1898 entstand aus der Fahrradfirma die Ceirano Giovanni Battista & C. in Turin, die im Frühjahr 1899 unter dem Markennamen Welleyes einen von Aristide Faccioli konstruierten Kleinwagen mit Zweizylindermotor und 663 cm³ sowie einem Zweiganggetriebe als einziges Auto vorstellte. Auch Vincenzo Lancia arbeitete in der Firma. Vier Monate nach der Präsentation des Welleyes übernahm die neu gegründete Fabbrica Italiana Automobili Torino (Fiat) für 30.000 Lire das kleine Unternehmen, die Belegschaft und sämtlich Patente und Konstruktionspläne des kleinen Welleyes und präsentierte ihn in einer weiterentwickelten Version nun mit einem Boxermotor mit unveränderter Leistung von 3,5 PS als ihren ersten Pkw mit der Bezeichnung Fiat 3,5 HP. Giovanni Battista wurde zunächst bei Fiat Generalagent für den Verkauf, gründete 1901 aber erneut mit seinem Bruder Matteo die Firma Fratelli Ceirano & C., die bis 1903 den Ceirano 5 HP und den Ceirano 6/8 HP mit Einzylindermotoren sowie einen vierzylindrigen Ceirano 16 HP mit 4562 cm³ Hubraum entwickelte. Matteo verließ 1903 die Firma und gründete zunächst die Ceirano Matteo & C. Mit der Teilhaberschaft seines Bruders Giovanni ab 1904 wurde die Firma, aus der später die Società Torinese Automobili Rapid (STAR) hervorging, in G.G. Fratelli Ceirano & C. umbenannt. Giovanni verließ die Firma später auch und gründete die eigene Ceirano Giovanni Junior & C.  und später auch mit seinem ebenfalls „Ernesto“ gerufenen Sohn Giovanni junior die Società Ceirano Automobili Torino (S.C.A.T.).
Giovanni Battista wandte sich nach 1905 mehr seinem Privatleben zu und ging nach Bordighera, wo er 1912 verstarb.